# Mistrzostwa Polski w kolarstwie przełajowym 1937
Mistrzostwa Polski w kolarstwie przełajowym 1937 odbyły się w Warszawie.

## Wyniki
- Bolesław Napierała (Fort Bema)[1]
- Jerzy Lipiński (Skoda Warszawa)
- Jan Głowacki (Polonia Warszawa)